# Pierre Menue
Pierre Menue lub Aiguille de la Scolette – szczyt w Alpach Kotyjskich, części Alp Zachodnich. Leży na granicy między Włochami (region Piemont) a Francją (departament Sabaudia). Szczyt można zdobyć drogami ze schroniska Rifugio Camillo Scarfiotti (2165 m). Jest to trzeci co do wysokości szczyt Alp Kotyjskich i najwyższy ze szczytów tego pasma leżący we Francji.